# Isabél Zuaa
Isabél Martins Zuaa Mutange (Lisboa, 5 de abril de 1987), é uma atriz e performer portuguesa, vencedora do Prêmio Guarani de Cinema Brasileiro (2017), na categoria Revelação, pelo seu papel no filme Joaquim, de Marcelo Gomes. Em 2020 foi distinguida pelo Festival de Cinema de Gramado com dois prémios de Melhor Actriz, pela sua prestação na longa-metragem Um Animal Amarelo de Filipe Bragança e na curta-metragem Deserto Estrangeiro, de Davi Pretto.

## Percurso
Nasceu em 1987, em Lisboa, no Hospital Dona Estefânia. Filha de mãe angolana e pai guineense, cresceu no Zambujal (Loures) onde participou em grupos de dança e música angolana e senegalesa, com os 3 irmãos.
Foi aluna do Chapitô e, depois da Escola Superior de Teatro e Cinema, onde se formou em Teatro.
Em 2010, ao abrigo do intercâmbio da Escola Superior de Teatro e Cinema com a Unirio muda-se para o Brasil onde frequentou o curso de Artes Cénicas.
Estreou-se como atriz de cinema na curta de comédia Por Favor, Não Toques na Minha Afro (2012), escrita e dirigida por Patrícia Couveiro.

## Atuações

### Cinema
| Ano  | Título                                                        | Personagem       | Notas          |
| ---- | ------------------------------------------------------------- | ---------------- | -------------- |
| 2012 | Mupepy Munatim                                                | A mãe            | Curta-metragem |
| 2012 | Por Favor, Não Toques na Minha Afro                           | Amiga            | Curta-metragem |
| 2015 | Kbela                                                         | Mulher           | Curta-metragem |
| 2017 | Joaquim                                                       | Preta            |                |
| 2017 | Aquilo que Sobra                                              | Clavdia Chauchat |                |
| 2017 | Selvageria                                                    | Mulher           |                |
| 2018 | O Nó do Diabo                                                 | Luka             |                |
| 2018 | As Boas Maneiras                                              | Clara Macedo     |                |
| 2018 | O Ensaio                                                      | Mulher no caixão |                |
| 2019 | Malandro de Ouro                                              | Cassandra        | Curta-metragem |
| 2019 | Arriaga                                                       | Kenya            | Curta-metragem |
| 2020 | Treino Perfiérico                                             | Coragem          | Curta-metragem |
| 2020 | Bustage                                                       | —                | Curta-metragem |
| 2020 | Estamos Todos na Sarjeta, Mas Alguns de Nós Olham as Estrelas | Isabel           | Curta-metragem |
| 2020 | Desejo Estrangeiro                                            | Cadija           | Curta-metragem |
| 2020 | A Chuva Acalanta a Dor                                        | Isa              |                |
| 2020 | Um Animal Amarelo                                             | Catarina         |                |
| 2021 | Doutor Gama                                                   | Luísa Mahin      |                |
| 2021 | O Novelo                                                      | Alzira Caldeira  |                |
| 2022 | A Viagem de Pedro                                             | Dira             |                |
| 2022 | Desterro                                                      | Zuaa             |                |
| 2022 | Lilith                                                        | Lilith           | Curta-metragem |
| 2022 | A Ilha                                                        | Moradora da ilha | Curta-metragem |
| 2022 | Tiro de Misericórdia                                          | —                | Curta-metragem |
| 2022 | Rumo ao Nada                                                  | Cristina         | Curta-metragem |

### Televisão
| Ano  | Título            | Personagem       | Notas               |
| ---- | ----------------- | ---------------- | ------------------- |
| 2017 | Rarefeito         | Lúcia Nazário    |                     |
| 2017 | Sob Pressão       | Brenda           | 1 episódio          |
| 2018 | O Som e o Tempo   | Tanya            | Episódio: "Saudade" |
| 2019 | Sul               | Inspetora Semedo |                     |
| 2020 | A Praia de Amália | Mulher 2         | Telefilme           |
| 2021 | O Complexo        | Dejanira Santos  |                     |
| 2022 | Vanda             | Mônica           |                     |
| 2022 | Independências    | Peregrina        |                     |

## Prêmios e indicações
| Ano  | Premiação                                           | Categoria                             | Indicação                                                     | Resultado |
| ---- | --------------------------------------------------- | ------------------------------------- | ------------------------------------------------------------- | --------- |
| 2017 | Festival Aruanda do Audiovisual Brasileiro          | Melhor Atriz Coadjuvante de Longa     | O Nó do Diabo                                                 | Venceu    |
| 2017 | Festival de Cinema de Sitges                        | Menção Especial                       | As Boas Maneiras                                              | Venceu    |
| 2018 | Zinegoak Film Festival                              | Melhor Performance Principal          | As Boas Maneiras                                              | Venceu    |
| 2018 | Festival Internacional de Cinema de Viña del Mar    | Melhor Atriz                          | As Boas Maneiras                                              | Venceu    |
| 2018 | CineEuphoria Awards                                 | Melhor Atriz Secundária               | Joaquim                                                       | Venceu    |
| 2020 | Festival de Gramado                                 | Melhor Atriz de Longa-metragem        | Um Animal Amarelo                                             | Venceu    |
| 2020 | Festival de Gramado                                 | Melhor Atriz de Curta-metragem Gaúcho | Deserto Estrangeiro                                           | Venceu    |
| 2020 | Rio Fantastik Festival                              | Menção Honrosa                        | Malandro de Ouro                                              | Venceu    |
| 2021 | Fic Rio - Festival Internacional de Curtas          | Melhor Atriz                          | Malandro de Ouro                                              | Venceu    |
| 2021 | RIMA - Rio International Monthly Awards]            | Melhor Atriz                          | Malandro de Ouro                                              | Venceu    |
| 2021 | BIMIFF (Brazil International Monthly Film Festival] | Melhor Atriz de média-metragem        | Estamos Todos na Sarjeta, mas Alguns de Nós Olham as Estrelas | Venceu    |
| 2021 | Prémios Sophia Estudante                            | Melhor Atriz                          | Um Animal Amarelo                                             | Indicada  |
| 2021 | Prémios Fantastic                                   | Melhor Atriz Principal em Filme       | Um Animal Amarelo                                             | Indicada  |
| 2021 | Prêmio Guarani de Cinema Brasileiro                 | Melhor Atriz                          | Um Animal Amarelo                                             | Venceu    |
| 2021 | Festival de Gramado                                 | Menção Honrosa                        | O Novelo                                                      | Venceu    |
| 2022 | Prêmio Platino                                      | Melhor Interpretação Feminina         | Doutor Gama                                                   | Indicada  |
| 2022 | Los Angeles Brazilian Film Festival                 | Menção Honrosa                        | O Novelo / A Viagem de Pedro                                  | Venceu    |
| 2023 | CinEuphoria Awards                                  | Melhor Atriz Secundária               | A Viagem de Pedro                                             | Venceu    |
| 2023 | CinEuphoria Awards                                  | Melhor Elenco                         | A Viagem de Pedro                                             | Indicada  |

### Reconhecimentos

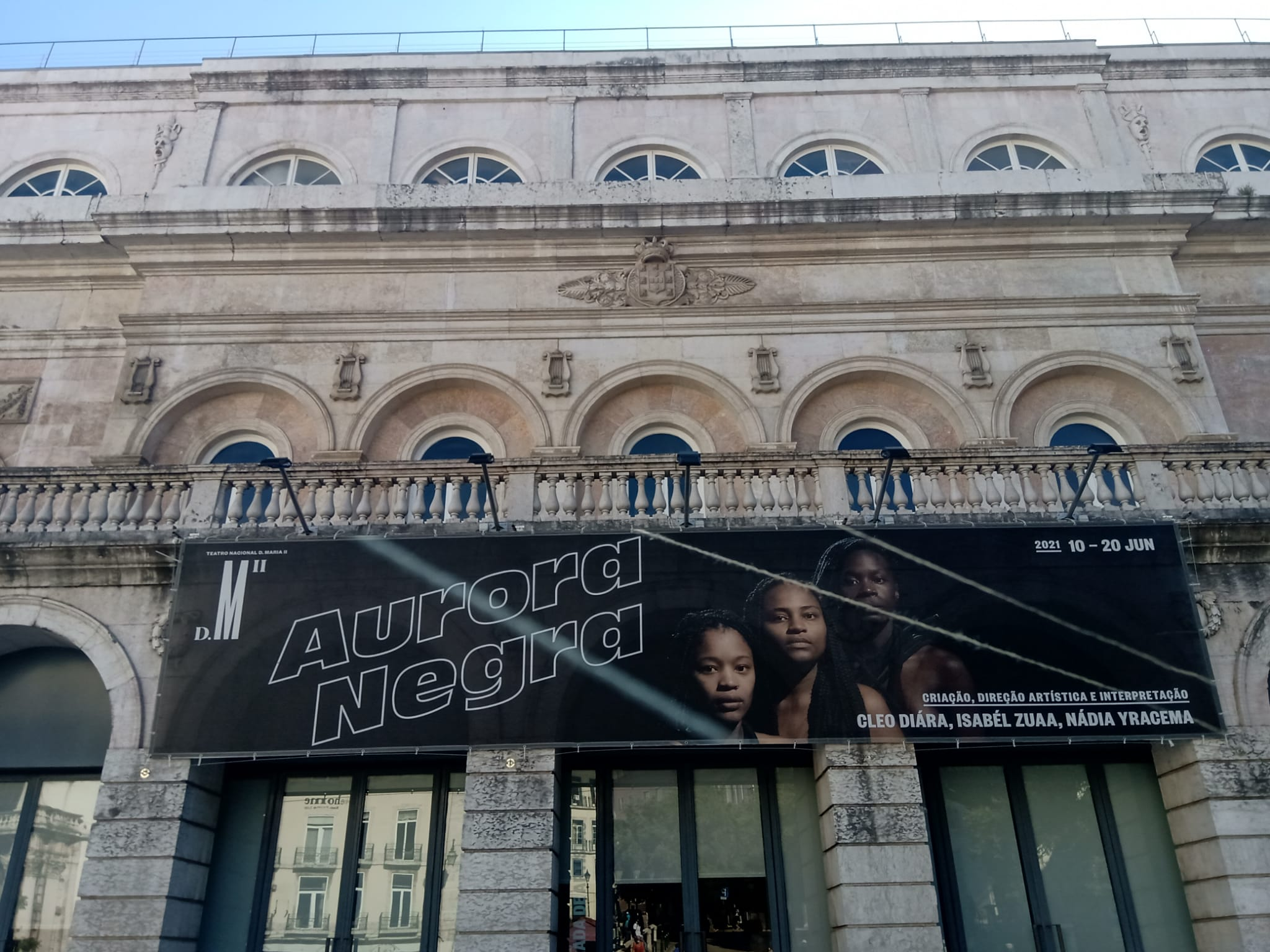
Banner da peça Aurora Negra na fachada do Teatro Nacional D. Maria II, em Lisboa. Nele Isabél Zuaa aparece ao lado de Cleo Diára e Nádia Yracema.

- 2019 - "Aurora Negra", de Cleo Diára, Isabél Zuaa e Nádia Yracema, é o projeto vencedor da 2ª edição da Bolsa Amélia Rey Colaço. A bolsa destina-se a apoiar a produção de espetáculos de jovens artistas e companhias emergentes, com o intuito de promover a renovação da criação teatral portuguesa.[29]

- 2021 - Foi considerada uma das pessoas mais influentes da lusofonia pela PowerList 100 Bantumen [30]